# هايمان ج. ريكوفر
هايمان ج. ريكوفر (بالإنجليزية: Hyman G. Rickover) (يناير 1900 - 8 يوليو 1986) هو أميرال في البحرية الأمريكية. أدار التطوير الأصلي للدفع النووي البحري وسيّر عملياته لمدة ثلاثة عقود كمدير لمكتب المفاعلات البحرية الأمريكية. بالإضافة إلى ذلك، أشرف على تطوير محطة شيبينغبورت للطاقة الذرية، وهي أول مفاعل ماء مضغوط تجاري في العالم يستخدم لتوليد الكهرباء.
يُعرف ريكوفر بلقب «أبو البحرية النووية»، وكان تأثيره قويًا على البحرية وسفنها الحربية في هذا النطاق لدرجة أنه «قد يدخل التاريخ باعتباره أحد أهم ضباط البحرية». وقد خدم في رتبة علم لما يقارب 30 عامًا (1953 حتى 1982)، وانتهت مسيرته المهنية كأميرال بأربع نجوم. وتخطت سنوات خدمته سنوات خدمة الأميرالات الذين خدموا في أسطول البحرية الأمريكية ويحملون خمس نجوم -مثل ليهي، وكينغ، ونيمتز، وهالسي- الذين بقوا جميعًا في الخدمة الفعلية مدى الحياة بعد تعيينهم. وإجمالي خدمة ريكوفر الفعلية التي تبلغ 63 عامًا تجعله الضابط البحري الأطول خدمة، وكذلك أطول خدمة لعضو في القوات المسلحة الأمريكية في التاريخ.
ريكوفر واحد من أربعة أشخاص حصلوا على ميداليتين ذهبيتين من الكونغرس. ويشمل إرثه الأساسي من الإنجازات التقنية انعدام أي حوادث في المفاعل في السجل المتواصل لبحرية الولايات المتحدة.

## نشأته وتعليمه
ولد ريكوفر باسم حاييم جوداليا ريكوفر، والداه هما أبراهام وراشيل (أونغر) ريكوفر، ينتمي إلى عائلة يهودية بولندية من ماكوف مازوفيتسكي في كونغرس بولندا. وغيّر والداه اسمه إلى «هايمان» المشتق من حاييم، ومعناه «الحياة». لم يستخدم اسمه الأوسط جوداليا (شكل من أشكال اسم جدليا)، واستخدم اسم «جورج» بدلًا عنه عندما كان في الأكاديمية البحرية.
مرّ ريكوفر مع والدته وشقيقته بمدينة نيويورك في مارس 1906، هربًا من المذابح الروسية المعادية للسامية خلال ثورة 1905. وانضموا إلى والده أبراهام، الذي قام برحلات سابقة بداية من عام 1897 ليضع أسسًا له هناك. عاشت عائلة ريكوفر في البداية على الجانب الشرقي من مانهاتن لكنها انتقلت بعد ذلك بعامين إلى نورث لونديل، شيكاغو، الذي كان حيًا يهوديًا في ذلك الوقت، حيث واصل والد ريكوفر العمل كخياط. وحصل ريكوفر على أول وظيفة مدفوعة الأجر في سن التاسعة، وجنى وقتها ثلاثة سنتات في الساعة لحمله الضوء بينما كان جاره يعمل على أحد الآلات. وفي وقت لاحق، عمل في توصيل البقالة. وتخرج من مدرسة قواعد في سن الرابعة عشرة.
ارتاد ريكوفر مدرسة جون مارشال متروبوليتان الثانوية في شيكاغو وتخرج بمرتبة الشرف عام 1918. ثم شغل وظيفة بدوام كامل كصبي تلغراف يسلم برقيات ويسترن يونيون، ومن خلال هذا العمل تعرّف على عضو الكونغرس أدولف جيه ساباث، وهو مهاجر يهودي تشيكي. رشح ساباث ريكوفر للتعيين في الأكاديمية البحرية الأمريكية. وكان ريكوفر بديلًا ثالثًا للتعيين فقط، لكنه اجتاز امتحان القبول وتعيّن.

## مسيرته المهنية في البحرية خلال الحرب العالمية الثانية
بدأت مهنة ريكوفر البحرية عام 1918 في الأكاديمية البحرية. وفي ذلك الوقت، كان ارتياد الأكاديميات العسكرية يدخل ضمن الخدمة الفعلية، ويرجع ذلك جزئيًا إلى الحرب العالمية الأولى. في 2 يونيو 1922، تخرج ريكوفر في المركز 107 من أصل 540 جنديًا بحريًا وأصبح ملازمًا. ثم انضم إلى المدمرة لا فاليت في 5 سبتمبر 1922. أثار ريكوفر إعجاب ضابطه القائد بعمله المجد وكفاءته، وعيّن ضابطًا مهندسًا في 21 يونيو 1923، ليصبح أصغر ضابط في هذه الرتبة في السرب.
خدم بعد ذلك على متن السفينة الحربية نيفادا، قبل حصوله على ماجستير العلوم (إم. إس.) في الهندسة الكهربائية من جامعة كولومبيا عام 1930، عبر دراسته لعام في الكلية البحرية للدراسات العليا واتباعه المزيد من الدورات في كولومبيا. وبعد ذلك، التقى بروث د. ماسترز، وهي طالبة دراسات عليا في القانون الدولي، وتزوجها عام 1931 بعد عودتها من دراسات الدكتوراه في جامعة السوربون في باريس. بعد فترة وجيزة من الزواج، كتب ريكوفر إلى والديه عن قراره بأن يصبح أسقفيًا، وبقي على ذلك طيلة حياته.

حظي ريكوفر بتقدير كبير لجودة التعليم الذي تلقاه في كلية كولومبيا ، ويتجلى ذلك في هذا الاقتباس من خطاب ألقاه في الجامعة بعد نحو 52 عامًا من ارتيادها:
في عام 1929 التحقت بكلية كولومبيا للهندسة من أجل الدراسات العليا في الهندسة الكهربائية. كانت كولومبيا أول مؤسسة شجعتني على التفكير بدلاً من الحفظ. وكان المميز في معلميّ اكتسابهم لخبرة هندسية عملية خارج الجامعة وكانوا قادرين على مشاركة خبراتهم مع طلابهم. أنا ممتن، مثل الآخرين، للأساتذة موريكروفت وهير وأرندت. يعتمد الكثير مما تعلمته فيما بعد وأنجزته في الهندسة على أساس متين من المبادئ التي تعلمتها منهم.
فضل ريكوفر الحياة على السفن الصغيرة، وكان يعرف أيضًا أن الضباط الشباب في خدمة الغواصات يتقدمون بسرعة، لذلك ذهب إلى واشنطن وتطوع للعمل في الغواصات. ولكن رُفض طلبه بسبب عمره، الذي كان 29 في ذلك الوقت. ولحسن حظ ريكوفر، التقى بضابطه السابق من نيفادا في أثناء مغادرته المبنى، الذي توسط له ونجح في ذلك. من عام 1929 حتى عام 1933، تأهل ريكوفر للخدمة البحرية والقيادة على متن الغواصات إس – 9 وإس – 48. في أثناء وجوده في مكتب مفتش المواد البحرية في فيلادلفيا، بنسلفانيا عام 1933، ترجم ريكوفر Das Unterseeboot (الغواصة) للأميرال البحري الإمبراطوري الألماني في أثناء الحرب العالمية الأولى هرمان باور. وأصبحت ترجمة ريكوفر نصًا أساسيًا في خدمة الغواصات الأمريكية.
في 17 يوليو 1937، خطب على متن كاسحة الألغام فينش في تشينغداو، الصين، وافترض ما ستكون السفينة الوحيدة تحت قيادته مع واجبه الإضافي كقائد، في قسم الألغام الثالث، الأسطول الآسيوي. وكانت حادثة جسر ماركو بولو قد وقعت قبل عشرة أيام، وفي أغسطس، ظهرت فينش في شنغهاي لحماية المواطنين والمصالح الأمريكية من الصراع بين القوات الصينية واليابانية. في 25 سبتمبر، رُقي ريكوفر إلى رتبة رائد بأثر رجعي حتى 1 يوليو. وفي أكتوبر، أصبح تعيينه كضابط واجبًا هندسيًا ساريًا، وأعفي بعد ثلاثة أشهر من قيادة فينش في شنغهاي في 5 أكتوبر 1937.
عُيّن ريكوفر في ترسانة كافيت البحرية في الفلبين، ونُقل بعد ذلك بوقت قصير إلى مكتب الهندسة في واشنطن العاصمة. وبمجرد وصوله، تولى مهامه كمساعد رئيس القسم الكهربائي في مكتب الهندسة في 15 أغسطس 1939.
في 10 أبريل 1942، بعد دخول أمريكا الحرب العالمية الثانية، ذهب ريكوفر إلى بيرل هاربر لتنظيم إصلاحات في محطة الطاقة الكهربائية ليو إس إس كاليفورنيا. ثم رُقي ريكوفر إلى رتبة قائد في 1 يناير 1942، وفي أواخر يونيو من ذلك العام عُيّن كعقيد مؤقت. في أواخر عام 1944، طلب أن ينقل إلى قيادة نشطة. وأرسل بعدها للتحقيق في أوجه القصور في مستودع الإمدادات البحرية في ميكانيكسبورغ، بنسلفانيا، وعيّن في يوليو 1945 لقيادة منشأة إصلاح السفن في أوكيناوا. وبعد ذلك بوقت قصير، دُمرت قيادته خلال تيفون (إعصار) لويز، وقضى بعد ذلك بعض الوقت يساعد في تعليم الأطفال الأصليين.

في وقت لاحق من الحرب، حصل على وسام الاستحقاق بسبب خدمته كرئيس لقسم الكهرباء في مكتب السفن، وأعطته هذه الخدمة خبرة في توجيه برامج التطوير الكبيرة، واختيار الأشخاص التقنيين الموهوبين، والعمل بشكل وثيق مع الصناعة الخاصة. أبرزته مجلة تايم على غلاف عددها الصادر في 11 يناير 1954. وتحدث المقال المرافق للصورة عن خدمته في زمن الحرب:
حفز هايمان ريكوفر ذو اللسان الحاد رجاله لدرجة الإرهاق، وخرق الإجراءات الروتينية، ودفع المقاولين للغضب. استمر في اكتساب الأعداء، ولكن بحلول نهاية الحرب فاز برتبة عقيد. وكسب أيضًا سمعة رجل ينجز المهام.